# 5º Reggimento alpini
Il 5º Reggimento Alpini è un reparto dell'Esercito Italiano dipendente dalla Brigata alpina "Julia" con sede a Vipiteno in Provincia di Bolzano, comandato dal Colonnello Riccardo Venturini dall'11 ottobre 2024.

## Storia

### Origini
Il Reggimento viene costituito il 1º novembre 1882 a Milano, con al comando il Colonnello Carlo Goggia, i suoi Battaglioni originari "Val Dora", "Moncenisio", "Valtellina", "Alta Valtellina", quattro anni dopo prendono il nome di "Morbegno", "Tirano", "Edolo" e "Vestone".
Circa 150 alpini di questo reparto, inquadrato nel Regio Esercito, vengono schierati dal generale Bava Beccaris come rinforzo nella sanguinosa repressione dei moti popolari e operai scoppiati a Milano nelle giornate fra il 6 e il 9 maggio 1898.

### Guerre coloniali

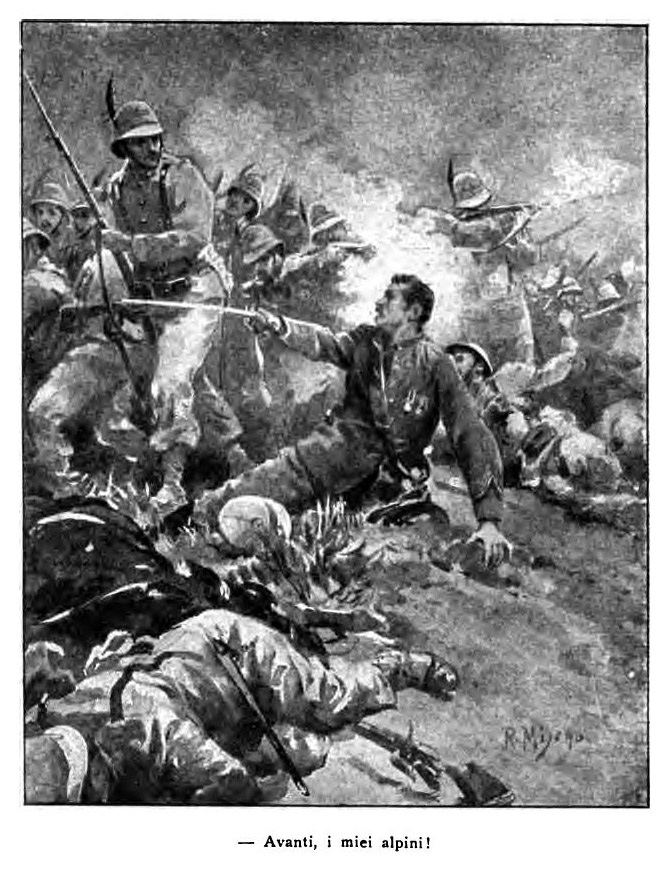
Il tenente colonnello Davide Menini, comandante del 1º Battaglione alpini d'Africa, gravemente ferito incita i suoi uomini alla carica (stampa del 1897)

Il primo impiego operativo per gli alpini del 5° avrà luogo in Africa durante la prima guerra d'Eritrea nel 1887-88 nella quale partecipano 6 Ufficiali e 150 uomini di truppa del reparto; negli anni 1895-97 esso è impiegato nuovamente nella Seconda Campagna di Eritrea con personale inquadrato in un battaglione di formazione al Comando del Ten. Col. Davide Menini il quale cadrà sul campo. All'Ufficiale, medaglia d’argento al Valor MIlitare, è dedicata l’attuale caserma sede del Reggimento. Dei 5 Ufficiali, 4 Sottufficiali e 168 di truppa del 5° partecipanti ai combattimenti, torneranno in Patria 1 Ufficiale, 1 Sottufficiale e 93 alpini.
Il Battaglione alpini "Morbegno" fu il primo a sperimentare la cosiddetta uniforme "grigioverde". L'uniforme alpina infatti era inizialmente dall'aspetto sgargiante, tipicamente ottocentesco, frutto delle tradizioni ereditate dalla Regia Armata Sarda, con la giubba turchino scuro e i pantaloni di colore celeste, cosa che non consentiva certo una buona mimetizzazione in ambiente montano.
La questione fu dibattuta tra 1904 e 1906 su sollecitazione del presidente della sezione di Milano del CAI, Luigi Brioschi. Nell'aprile 1906, per un esperimento pratico, furono scelti gli alpini del Battaglione alpini "Morbegno" di stanza a Bergamo. L'esperimento fu un successo e nacque così il "plotone grigio", composto di 40 uomini della 45ª Compagnia del "Morbegno", che fece la sua prima comparsa ufficiale a Tirano.
Alla fine del 1908 l’uniforme "grigioverde" viene ufficialmente adottata per tutto il Regio Esercito.
Il 28 dicembre 1908 un tremendo terremoto investe il territorio calabro-siculo. Per l'assistenza prestata, al Reggimento viene assegnata la Medaglia d'Argento di Benemerenza.
Il Reggimento sul finire dell'anno 1911 giunge a Derna per affrontare la Campagna di Libia.
Negli anni in cui il Reggimento è impegnato sul fronte libico, gli alpini vengono spesso elogiati nei bollettini di guerra: tra gli scontri ai quali prendono parte si ricordano l'episodio della ridotta "Lombardia" (Combattimento del Bu Msafer) che vide protagonista il Battaglione "Edolo" nel 1912 e la presa di Assaba del 1913, alla quale partecipò il Battaglione "Vestone". 
La campagna si chiude per gli alpini con due medaglie al Valor Militare, una d'argento ed una di bronzo, quest'ultima riportata sul medagliere della Bandiera di Guerra.

### Prima guerra mondiale

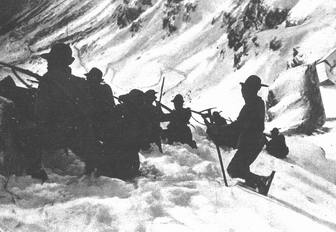
Alpini in posizione di tiro sull'Adamello

Negli anni dal 1915 al 1918, il Quinto partecipa alla prima guerra mondiale portando in linea 16 battaglioni: 
- Morbegno, Val d'Intelvi, Monte Spluga, Monte Mandrone
- Tirano, Valtellina, Stelvio, Tonale
- Edolo, Val Camonica, Monte Adamello, Monte Ortler
- Vestone, Val Chiese, Monte Suello, Monte Cavento
- un reparto d’assalto di Fiamme Verdi

I battaglioni del Quinto operano su tutto il fronte italiano, dai tremila metri del settore occidentale (Adamello- Valcamonica) alla zona dell’Altopiano dei Sette Comuni fino al settore del Medio e Alto Isonzo, del Grappa e del Piave.
Nella Grande Guerra gli alpini del 5° meritarono una medaglia d’argento al Valor Militare, concessa al battaglione “Morbegno” per i fatti d’arme di Monte Fior e Castelgomberto (Altopiano di Asiago, provincia di Vicenza) del 5-8 giugno 1916, quando di fatto il sacrificio degli uomini del "Morbegno" bloccò la cosiddetta Strafexpedition, che segnerà qui il suo punto di massima avanzata sul fronte dell’altopiano; proprio per commemorare questi avvenimenti viene celebrata ogni anno la Festa di Corpo.
Nel 1921 il 5º Reggimento viene inserito nella 2ª Divisione alpina, di stanza a Bergamo (la caserma è oggi occupata dalla galleria GAMeC), portandosi dietro, da Milano, la statua dell'alpino che si difende scagliando un masso contro il nemico.
Nel 1926 il 5º Reggimento torna nella Brigata alpina a Milano, e dal 1936, assieme al 6º e al 2º artiglieria, nella Divisione alpina "Tridentina", che verrà poi sciolta il 10 settembre 1943, dopo il rientro dal fronte russo.

### Seconda guerra mondiale

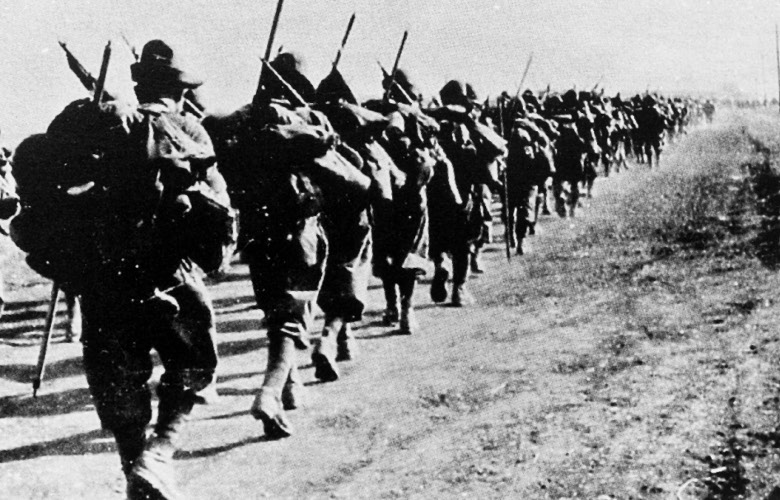
Alpini italiani in marcia verso il Don

Negli anni 1940- 1943 il Quinto Alpini prende parte alla seconda guerra mondiale con i suoi tre tradizionali battaglioni: “Morbegno”, “Tirano” ed “Edolo”, sui fronti alpino occidentale (Battaglia delle Alpi 1940), Campagna di Grecia (1940 – 1941) e Campagna italiana di Russia (1942 – 1943), ottenendo 2 medaglie d’oro al Valor Militare. I battaglioni del 5° resisteranno per cinquanta giorni di lotta in durissime condizioni climatiche e di terreno in terra greco – albanese. Sul suolo di Russia partecipano a tutti gli scontri che contrassegnano il terribile ripiegamento dell’Armata Italiana in Russia distinguendosi negli scontri di Postojali, Warwarowka, dove il “Morbegno” verrà annientato, e nella Battaglia di Nikolaevka nella quale si distingue il “Tirano”. Al rientro dalla campagna di Russia, come il Comandante del Reggimento Colonnello Giuseppe Adami scrive nell’Ordine del Giorno del 31 marzo 1943, mancheranno all’appello tra morti, feriti, congelati e dispersi, 4130 uomini.
Dall’armistizio dell’otto settembre il 5º Alpini cessa di esistere come unità organica. Anche il Comandante del Quinto, Tenente Colonnello M.O.V.M. Adolfo Rivoir, viene catturato, ma riesce a nascondere la Bandiera e a custodirla durante due anni di prigionia; il Quinto Reggimento Alpini verrà poi ricostituito il 15 marzo 1953, e assegnato alla Brigata Alpina “Orobica” di nuova costituzione con sede a Merano.

### Il dopoguerra e la rinascita
Viene rifondato solo il 1º gennaio 1953, ed inquadrato nella Brigata alpina "Orobica"; sciolto nel 1975, consegna bandiera e tradizioni al Battaglione alpini "Morbegno".
A seguito della rimodulazione cui andò incontro l’Esercito Italiano nel secondo dopoguerra, il 5º Reggimento Alpini venne trasformato in Battaglione “Morbegno” ed impegnato in attività emergenziali: soccorso alla gente di Stava (paese colpito nel 1985 da una frana), alluvione in Valtellina nel 1987 e in Piemonte nel 1994, frana della Val di Vizze nel 2012.
Dal 1992 il 5º Reggimento Alpini è ricostituito come Reggimento presso la sede di Vipiteno, inquadrando al suo interno il Battaglione alpini “Morbegno” e la Compagnia Comando. 
Dal 1º Luglio 2002 il reparto passa alle dipendenze della Brigata alpina "Julia".

### L'avvento del professionismo
Nel 2000 il Reggimento viene alimentato con volontari in ferma annuale e partecipa, l’anno successivo alla sua prima operazione fuori area in Bosnia nel quadro della missione “Joint Forge”.
Nel 2002 presso il Reggimento ha inizio l’alimentazione con personale professionista, VFB e VSP. 
Il 1º luglio 2002 il Reggimento passa alle dipendenze della Brigata Alpina “Julia”.
Dal Maggio 2003 al Dicembre 2003 il Reggimento partecipa all’operazione “Joint Forge” in Bosnia-Erzegovina quale reparto leader nella struttura del German–Italian Battle Group.
Nel Luglio 2005 il Reggimento è impegnato nell'operazione “Joint Enterprise” in Kosovo, dove opera fino al mese di Gennaio del 2006.
Dall'Agosto 2006 fino al mese di Gennaio 2007 è impiegato presso Kabul (Afghanistan) e nel mese di Ottobre 2010 fino al mese di Aprile 2011 presso Shindand (Afghanistan).
A partire dal 2008 saranno molteplici i mandati di partecipazione all'Operazione Strade Sicure in varie zone d'Italia.
Tra il 2010 e il 2011 ha partecipato alla missione in Afghanistan, operando nella FOB "La Marmora" all'interno dell'aeroporto militare di Shindand, il 28 febbraio del 2011 cadeva vittima, nei pressi della cittadina di Adraskan, il tenente Massimo Ranzani, nello stesso attentato rimanevano feriti altri quattro militari.
Nel 2013 la 44ª Compagnia sarà nuovamente inviata in terra afghana a protezione dell'aeroporto militare di Herat.
Il Reggimento partecipa ancora all’operazione “Joint Enterprise” in Kosovo dal Dicembre 2014 al Giugno 2015, come parte consistente del comando del “Multinational Battle Group West”, l’unità multinazionale con competenze sul settore occidentale della regione.
Dal Novembre 2016 al Giugno 2017 il Reggimento partecipa ancora una volta all’operazione” Strade Sicure”, garantendo attività di antisciacallaggio nelle zone colpite dagli eventi sismici dell’Ottobre 2016 in Marche ed Umbria, presidiando i maggiori centri colpiti dal terremoto.
Dal Dicembre 2017 al Giugno 2018, la 44ª Compagnia ed alcune unità del Comando di Reggimento prendono parte all’Operazione “Baltic Guardian” in Lettonia, inquadrati all’interno del “Battle Group Latvia” a comando Canadese nell'ambito della missione NATO Enhanced Forward Presence.
Nel 2018 il reparto è stato impiegato nuovamente in Kosovo, nel 2020 la 47ª Compagnia ed alcune unità del Comando di Reggimento prendono parte alla missione bilaterale italiana in Libia denominata MIASIT.

## Il Reggimento

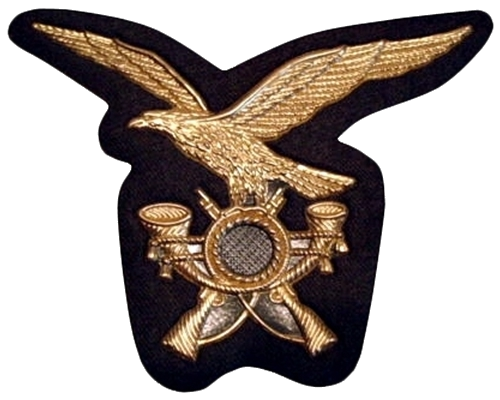
Fregio del Corpo degli alpini dell'Esercito Italiano

### Organico del Reggimento
Il Comandante di Reggimento ha alle sue dipendenze il Comando di Reggimento, la Compagnia Comando e Supporto Logistico e il Battaglione Alpini "Morbegno".

### Battaglione Alpini "Morbegno"
Il Battaglione Alpini "Morbegno" si articola in tre compagnie di fucilieri ed una compagnia di supporto alla manovra composta da specialisti alpieri, controcarri, mortaisti e tiratori scelti.
- Comando di Reggimento
  -  Compagnia Comando e Supporto Logistico
  -  Battaglione Alpini "Morbegno"
    -  44ª Compagnia "L’Ardita"
    -  45ª Compagnia "L’Fer"
    -  47ª Compagnia "L’Audace"
    -  107ª Compagnia Supporto alla Manovra "Là Dove Voglio"

## Missioni e operazioni
| Nome                           | Decorazioni | Luogo                | Data           | Descrizione |
| ------------------------------ | ----------- | -------------------- | -------------- | --- |
| Operazione Vespri siciliani    |             | Italia               | 1992 - 1998    | Intervento di controllo militare per la lotta alla mafia.                                                                                         |
| Operazione Riace               |             | Italia               | 1993 - 1994    | Intervento di controllo militare per la lotta alla 'ndrangheta.                                                                                   |
| Operazione Domino              |             | Italia               | 2001 - 2006    | Intervento di controllo militare per fronteggiare la minaccia terroristica internazionale sul territorio italiano.                                |
| SFOR                           |             | Bosnia ed Erzegovina | 2001           | Intervento di peacekeeping nella forza multinazionale NATO.                                                                                       |
| SFOR                           |             | Bosnia ed Erzegovina | 2003           | Intervento di peacekeeping nella forza multinazionale NATO.                                                                                       |
| KFOR                           |             | Kosovo               | 2005           | Operazione Joint Enterprise: intervento di peacekeeping nella forza multinazionale NATO KFOR.                                                     |
| ISAF                           |             | Afghanistan          | 2007           | Intervento di peacekeeping Kabul. |
| Operazione Strade Sicure       |             | Italia               | 2008 -in corso | Intervento di cooperazione con le altre Forze Armate e Forze dell'Ordine per il controllo del territorio metropolitano delle città.               |
| ISAF                           |             | Afghanistan          | 2010           | Intervento di peacekeeping Shindand. |
| ISAF                           |             | Afghanistan          | 2013           | Force protection della base NATO di Herat. |
| KFOR                           |             | Kosovo               | 2014           | Operazione Joint Enterprise: intervento di peacekeeping nella forza multinazionale NATO KFOR.                                                     |
| NATO Enhanced Forward Presence |             | Lettonia             | 2017           | Operazione "Baltic Guardian": rafforzamento della presenza NATO sul fianco est dell’Alleanza.                                                     |
| KFOR                           |             | Kosovo               | 2018           | Operazione Joint Enterprise: intervento di peacekeeping nella forza multinazionale NATO.                                                          |
| MIASIT                         |             | Libia                | 2020           | Assistenza e supporto al Governo di Accordo Nazionale in Libia, frutto della riconfigurazione, dal 2018, della precedente Operazione “Ippocrate”. |

## Operazioni in Patria
Durante gli anni ’90 il Reggimento è stato spesso impiegato in operazioni di ordine pubblico e di concorso alle forze di polizia, nell’ambito delle operazioni “Vespri Siciliani”, “Riace” e “Domino”.
Dal 2008 sono molteplici le partecipazioni all'Operazione Strade Sicure:
- Verona (2008)
- Bergamo e Brescia (2009-2010)
- Caserta (2011, 2012)
- Chiomonte presso il cantiere T.A.V., in quanto sito di interesse strategico nazionale (2013, 2014, 2015, 2016)
- Marche ed Umbria: presidio e antisciacallaggio dei maggiori centri colpiti dal terremoto (2016-2017)
- Lombardia e Trentino-Alto Adige (2018, 2019)
- Lombardia e Trentino-Alto Adige (2020, 2021, 2022) in concomitanza con l'emergenza pandemia di Covid-19

## Missioni all'estero
Negli anni 2000 il reparto inizia ad affrontare varie missioni fuori area:
- 2001 - SFOR "Joint Forge" - Bosnia-Erzegovina - (45ª Compagnia)
- 2003 - SFOR "Joint Forge" - Bosnia-Erzegovina
- 2005 - KFOR "Joint Enterprise" - Kosovo
- 2007 - ISAF - Afghanistan (Kabul)
- 2010 - ISAF - Afghanistan (Shindand)
- 2013 - ISAF - Afghanistan (Herat) - (44ª Compagnia)
- 2014 - KFOR "Joint Enterprise" - Kosovo
- 2017 - NATO Enhanced Forward Presence - Lettonia (Ādaži) - (44ª Compagnia)
- 2018 - KFOR "Joint Enterprise" - Kosovo
- 2020 - MIASIT - Libia (Misurata) - (47ª Compagnia)

## Armamento

### Armi individuali
| Nome                  | Calibro             | Tipo                                           | Nazionalità |
| --------------------- | ------------------- | ---------------------------------------------- | ----------- |
| Extrema Ratio Fulcrum | /                   | Baionetta                                      | Italia      |
| Beretta 92 FS         | 9x19 mm Parabellum  | Pistola semiautomatica                         | Italia      |
| Beretta ARX 160       | 5,56x45 mm NATO     | Fucile d'assalto                               | Italia      |
| Beretta GLX 160       | 40x46 mm            | Lanciagranate                                  | Italia      |
| Beretta ARX 200       | 7,62x51 mm NATO     | Fucile da battaglia                            | Italia      |
| Franchi SPAS-15       | 12 Gauge (18,53 mm) | Fucile a canna liscia semiautomatico o a pompa | Italia      |
| Sako TRG-42           | .338 Lapua Magnum   | Fucile di precisione                           | Finlandia   |
| Barrett M82           | 12,7x99 mm NATO     | Fucile anti-materiale                          | Stati Uniti |
| SRCM Mod. 35          | /                   | Bomba a mano                                   | Italia      |
| OD 82/SE              | /                   | Bomba a mano                                   | Italia      |

### Armi di reparto
| Nome                        | Calibro         | Tipo                     | Nazionalità |
| --------------------------- | --------------- | ------------------------ | ----------- |
| FN Minimi                   | 5,56x45 mm NATO | Mitragliatrice leggera   | Belgio      |
| Beretta MG 42/59            | 7.62×51mm NATO  | Mitragliatrice media     | Italia      |
| Browning M2                 | 12,7x99 mm NATO | Mitragliatrice pesante   | Stati Uniti |
| General Dynamics Mk 19      | 40x53 mm        | Lanciagranate automatico | Stati Uniti |
| Dynamit-Nobel Panzerfaust-3 | 110 mm          | Lanciarazzi anticarro    | Germania    |
| Hirtenberger M6C-210        | 60 mm           | Mortaio leggero          | Austria     |
| Expal MX2-KM                | 81 mm           | Mortaio medio            | Spagna      |
| Brandt Thomson MO-120-RT-61 | 120 mm          | Mortaio pesante          | Francia     |
| Rafael Spike MR             | 130 mm          | Sistema d'arma anticarro | Israele     |

## Mezzi di trasporto

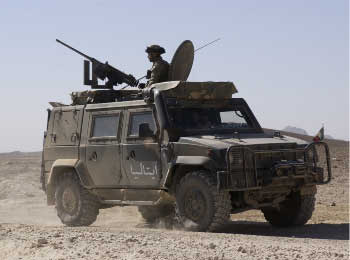
Iveco VTLM "Lince"

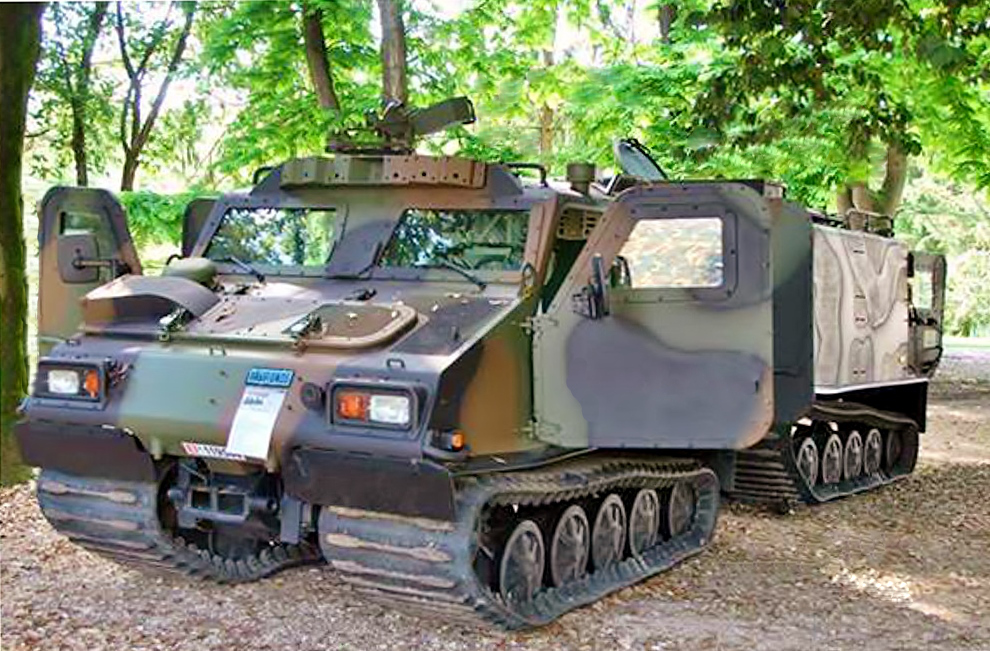
Hägglunds BV 206 S

- Land Rover Defender
- Iveco VM 90
- Iveco VTLM
- Iveco ACTL
- Hägglunds BV 206 S
- Motoslitta Lynx 900

## Insegne

### Stemma araldico

#### Scudo
D'azzurro al capriolo d'oro con due silfi del medesimo, in punta di tre monti all'italiana d'argento. Il tutto abbassato al capo d'oro con quartier franco partito: d'azzurro al tridente bizantino d'Ucraina d'oro; d'azzurro e d'argento a fasce alternate (Grecia)

#### Ornamenti esteriori
Sullo sfondo corona turrita d'oro, accompagnata sotto da quattro nastri annodati nella corona, scendenti in sbarra e in banda al lato dello scudo, due azzurro filettati d'oro, uno azzurro e argento ed uno d'azzurro rappresentativi delle ricompense al Valore. Nastro dai colori dell'Ordine militare d'Italia, sotto lo scudo su lista bifida, il motto "Nec videar dum sim".

## Uniforme di servizio
- Cappello alpino con fregio di specialità con numero "5".
- Le mostrine del Reggimento sono le fiamme a due punte di colore verde; alla base della mostrina si trova la stella argentata simbolo delle forze armate italiane.
- Stemma omerale della Brigata alpina Julia.
- Distintivo pettorale metallico con il simbolo stilizzato del Reggimento.

## Il motto del Reggimento
- Il motto del Reggimento, "Nec videar dum sim" (non per apparire ma per essere) traduce alla perfezione il lavoro silenzioso di un reparto che non ama far parlare di sé, ma che è sempre pronto ad assolvere le missioni ad esso assegnate.

(Nel 1917 adottò il motto "A noi le porte delle Alpi ", negli anni '30 cambiò in "Nec videar dum sim").

## Il motto del "Morbegno"
- Il grido di battaglia del Battaglione "Morbegno" è: " Avanti! "

(Nel 1915 il motto era “Saldi sulle Alpi”, dal 1916 divenne “Avanti Savoia” fino al termine del secondo conflitto mondiale).

## Inno del "Morbegno"
Morbegno avanti! Italia!
Dal Monte Nero va verso il Trentino
per Cividale, Udine e Bassano.

Stemma del comune di Morbegno ripreso dall'omonimo Battaglione.

Quello che scorre e vero sangue alpino,
quello che arde è sangue italiano.
Siam del Morbegno il Battaglion più bello.
Siam del Morbegno, le nappine bianche.
Non han dormito e il loro passo è snello,
non han mangiato, eppur non sono stanchi,
Morbegno, Morbegno, eroico Battaglion
dalle nappine bianche. Avanti! Italia!
Sulla goletta di Castelgomberto
batte il nemico a colpi di cannone.
Sul fronte nostro che restò scoperto
corre il Morbegno, il fiero Battaglione.
Morbegno avanti al grido di Italia!
Corre il soldato che nel ciel si guarda 
(Sostituisce nel dopoguerra il verso:
"Il Re Soldato dal Lisser ti guarda")
Ti sei coperto di immortale gloria
mentre il nemico il fronte tuo bombarda!
Morbegno, Morbegno, eroico Battaglion
dalle nappine bianche. Avanti, Italia!
Ora il tranquillo e forte valligiano
discende lieto la sua valle verde
e s'ode un canto che vien da lontano
e ogni dolor nello splendor si perde,
ha sulla faccia un bel sorriso aperto,
sulla sua fronte che non è mai stanca
brilla un piacere che non è incerto,
d'aver sul capo una nappina bianca!
Morbegno, Morbegno, eroico Battaglion
dalle nappine bianche. Avanti! Italia!

## Onorificenze

### Alla Bandiera di Guerra
- Croce di Cavaliere dell'Ordine Militare d'Italia

All'Arma di Fanteria
Nei duri cimenti della guerra, nella tormentata trincea o nell'aspra battaglia,conobbe ogni limite di sacrificio e di ardimento; audace e tenace, domò infaticabilmente i luoghi e le fortune, consacrando con sangue fecondo la romana virtù dei figli d'Italia.
(1915-1918)
- Medaglia d'Oro al Valor Militare

Sul fronte greco in cinquanta giorni di lotta senza tregua contro un nemico più forte di numero, di artiglierie, di armi automatiche, il 5º Reggimento Alpini, con suoi battaglioni "Morbegno", "Tirano"ed "Edolo", fusi in un blocco granitico di forze spirituali e materiali, superando asprissime difficoltà di clima e di terreno, teneva testa eroicamente all'avversario, contestandogli il terreno a palmo a palmo e con contegno risoluto ed aggressivo. Malgrado le fortissime perdite che lo avevano ridotto ad un pugno di eroi, continuava ostinatamente a combattere per l'onore della Patria e perché così vuole la forte tradizione alpina. Successivamente, su altro importante settore montano, fermo ed incrollabile sulle posizioni affidategli, riaffermava con gloriose tenaci difese e con vittoriosi ardimenti offensivi, senza mai contare i sacrifici, la sua fama di preclaro valore guerriero. Magnifico esempio, nei capi e nei gregari, di altissime virtù militari.
(Alture di Morava - Dushar - Varri Lamit - Cuka e Liquerit - Cuka e Greves - Guri i Prer Bregu i Math - Sqimari, 14 novembre -30 dicembre 1940; Pupait - Guri i Topit, gennaio - aprile 1941).
- Medaglia d'Oro al Valor Militare

In sette mesi di durissima campagna sul fronte russo si dimostrava granitica e potente unità di guerra, saldissimo fascio di indomite energie, di ferree volontà e di leggendario ardimento. Durante una difficilissima manovra di ripiegamento dal fronte del Doti, sempre vittoriosamente tenuto, i suoi battaglioni "Morbegno", "Tirano", "Edolo", malgrado le eccezionali avverse condizioni di clima e di elementi, le asperrime estenuanti marce lungo le sterminate distese di neve, la mancanza assoluta di ogni rifornimento, davano continue fulgidissime prove delle loro fiere qualità guerriere. Operando con rara abilità in territorio insidiosissimo, pur spossati dalle più aspre fatiche e privazioni, superando ogni umana possibilità di resistenza fisica e morale, a Scererjb, a Scheljakino, a Wawarowka, a Nikitowka, a Nikolajewka ed in altri numerosi durissimi combattimenti, troncavano sempre nuove soverchianti forze nemiche appoggiate da potenti mezzi corazzati e con furore leonino rompevano il cerchio di ferro e di fuoco in cui l'avversario, rabbiosamente deciso di annientarli, si illudeva di averli ormai chiusi. Col loro intrepido valore e con la loro travolgente irruenza, in nobile gara di abnegazione, di arditezza e di irresistibile slancio con i battaglioni del reggimento gemello, travolgevano il nemico, ne contenevano e ne arginavano l'irruente avanzata, creando la indispensabile premessa alla ripresa ed aprivano la via della salvezza a numerose unità. Primi nell'offerta, nella sofferenza e nel sacrificio, i tre ferrei battaglioni, sempre fedeli alla loro antica tradizione, hanno superato con più che leggendario valore il loro eroico passato di guerra.
(Fronte russo: Bassowka - Schererjb - Scheljakino - Nikitowka - Nicolajewka, agosto 1942 - febbraio 1943)
- Medaglia d'Argento al Valor militare

Al Battaglione "Morbegno"
Per il fulgido valore e la granitica tenacia con cui il battaglione "Morbegno" resistette saldamente, pur con gravissime perdite, a soverchianti forze nemiche, mantenendo, in epica difesa, importantissime posizioni.
(Monte Fior - Castelgomberto, 5-8 giugno 1916)
- Medaglia di Bronzo al Valor militare

Al Battaglione "Vestone"
Per la bella prova di valore data dal battaglione "Vestone" nel combattimento del 23 marzo 1913 ad Assaba.
- Medaglia d'Argento di Benemerenza

Si segnalò per operosità, coraggio, filantropia e abnegazione nel portar soccorso alle popolazioni funestate del terremoto calabro-siculo del 28 dicembre 1908

### Al Battaglione "Edolo"
- Medaglia d'Argento al Valor militare

Per la splendida condotta tenuta dal battaglione "Edolo" nel combattimento dell'11 e 12 febbraio 1912 alla ridotta Lombardia e dell'8-10 ottobre al Bu-Msafer (Derna)
La medaglia è conservata sulla Bandiera di Guerra del 18º Reggimento Addestramento Reclute "Edolo" (costituito nel 1997 e definitivamente sciolto nel 2004), quale erede storico dell'omonimo Battaglione.

### Militari del Quinto Alpini decorati
Medaglie d'oro al Valor MIlitare:
- Antonio Sertoli, Tenente - Monte Nero, 25 - 26 maggio 1916
- Francesco Tonolini, Capitano - Montagnola di Valdene, 28 ottobre 1918
- Ezio Andolfato Tenente - Birgot, 24 aprile 1936
- Corrado Venini, Capitano
- Raoul Achilli, Sergente Maggiore
- Adriano Auguadri, Capitano
- Ferruccio Battisti, Tenente, degno nipote del grande martire trentino
- Franco Briolini, Capitano
- Giuseppe Grandi, Capitano
- Lorenzo Nicola, Tenente
- Giuseppe Perego, Tenente
- Giovanni Piatti, Tenente
- Franco Sampietro, Sottotenente
- Giuliano Slataper, Sottotenente
- Giovanni Soncelli, Sottotenente
- Giovanni Esposito, Tenente
- Adolfo Rivoir, Tenente Colonnello

Medaglia al valore dell'esercito:
- Massimo Ranzani, Capitano[13][14] - Adraskan (Afghanistan), 28 febbraio 2011  [15]

## Comandanti del 5º Reggimento
Comandanti dal 1882 al 1920:
- Carlo Goggia
- Francesco Lodi
- Giuseppe Peverelli
- Federico Cocito
- Gabriele Terzi
- Francesco Stazza
- Angelo Farisoglio
- Ernesto Alliana
- Mario Raffa
- Vittorio Emanuele Pittaluga
- Aldo Barbieri
- Achille Porta
- Antonio Ferrari

Comandanti dal 1920 al 1943:
- Alessandro Musso
- Enrico Vitalini
- Vincenzo Tessitore
- Umberto Ricagno
- Lorenzo Vivalda
- Franco Testi
- Carlo Fassi
  - Fausto Lavizzari (facente funzioni)
- Giuseppe Adami
- Adolfo Rivoir

Comandanti dal 1953 al 1975:
- Vito Latrofa
- Giovanni Battista Bruna
- Mario Cracco
- Mosè Bongioanni
- Giovanni Cielo
- Zopitantonio Liberatore
- Antonio La Verghetta
- Luciano Orlando
- Carlo Vendramini
- Raffaele Gandolfi
- Lucio Verdozzi
- Mario Gariboldi
- Angelo Santalena
- Rinaldo Cruccu
- Antonio Nazzaro
- Benito Gavazza
- Ettore Riccio

Comandanti del battaglione MORBEGNO dal 1975 alla ricostituzione del 5º Reggimento alpini nel 1992:
- Ten. Col. Italico Cauteruccio 1975 - 1977
- Ten.Col. Aldo Armandola
- Ten.Col. Giorgio Pontelli
- Ten.Col. Armando Valentini
- Ten.Col. Natalino Vivaldi
- Ten. Col. Silvio Toth 1983 - 1985
- Ten. Col. Lodovico Masserdotti 1985 - 1986
- Ten. Col. Perelli 1986 - 1987
- Ten. Col. Pietro Frisone 1987 - 1988
- Ten. Col. Renzo Pegoraro 1988 - 1990
- Ten. Col. Carlo Frigo 1990 - 1992

Comandanti del battaglione MORBEGNO nel 5º Reggimento alpini dal 1992 al 2021:
- Ten. Col. Cardo 1992 - 1993
- Ten. Col. Fabbris 1993 - 1994
- Ten. Col. Antonio Masciarelli 1994 - 1995
- Ten. Col. Gian Paolo Bormetti 1995 - 1997
- Ten. Col. Massimo Fogari 1997 - 1998
- Ten. Col. Ornello Baron 1998 - 1999
- Magg. Gioacchino Memola 1999 - 2000
- Magg. Fabrizio Leone 2000 - 2001
- Magg. Davide Pavani 2001 - 2002
- Magg. Cristiano Chiti 2002 - 2003
- Ten. Col. Majoli Fabio 2003 - 2004
- Ten. Col. Simone Giannuzzi 2004 - 2005
- Ten. Col. Giovanni Coradello 2006 - 2008
- Ten. Col. Matteo Giacomo Spreafico 2008 - 2009
- Ten. Col. Carlo Cavalli 2011 - 2012
- Ten. Col. Andrea Bettella 2012 - 2014
- Ten. Col. Alberto Gobessi 2014 - 2015
- Ten. Col. Italo Giacomo Spini 2016 - 2017
- Ten. Col. Massimiliano Cigolini 2017 - 2019
- Ten. Col. Giulio Monti 2019 - 2020
- Ten. Col. Mario D'Angelo 2020 - 2021
- Ten. Col. Carmelo Pezzino 2021 - 2022
- Ten. Col. Stefano Cordaro 2022 - 2023
- Ten. Col. Cristiano Refi 2023 - 2024
- Ten. Col. Federico Vaia 2024 -

Comandanti del 5º reggimento dal 1992 al 2021:
- Col. Armando Novelli 1992 - 1993
- Col. Renzo Pegoraro 1993 - 1995
- Col. Angelogiulio Di Pietro, dal 22 settembre 1995 al 1º settembre 1997
- Col. Claudio Rossi
- Col. Guido Dupuis, dal luglio 1999 al settembre 2001
- Col. Luigi Vivona, dal settembre 2001
- Col. Ornello Baron, dal 2004 al maggio 2006
- Col. Alfredo Massimo de Fonzo, dal maggio 2006 al 23 settembre 2008
- Col. Simone Giannuzzi, dal 23 settembre 2008 al 27 aprile 2010
- Col. Giovanni Coradello, dal 27 aprile 2010 al 20 settembre 2012
- Col. Michele Biasiutti, dal 20 settembre 2012 al 21 febbraio 2014
- Col. Carlo Cavalli, dal 21 febbraio 2014 al luglio 2016
- Col. Ruggero Cucchini, dal luglio 2016 al 6 settembre 2019
- Col. Massimiliano Gualtieri, dal 6 settembre 2019 all'8 ottobre 2021
- Col. Massimiliano Cigolini, dall'8 ottobre 2021 al 21 settembre 2023
- Col. Giulio Monti, dal 21 settembre 2023 al 10 ottobre 2024
- Col. Riccardo Venturini, dall'11 ottobre 2024

## Persone legate al Reggimento

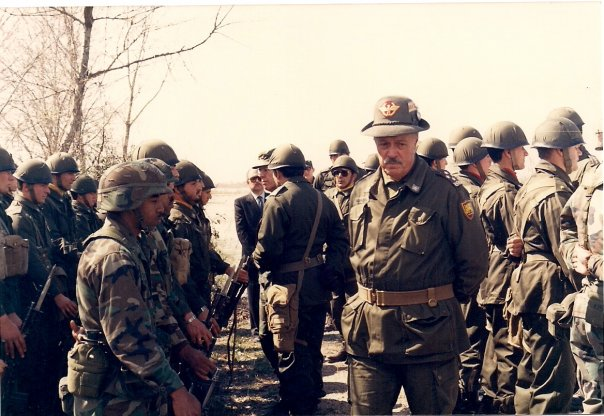
Esercitazione Display Determination del 1988 circa a Rivis di Sedegliano. Visita del generale F.T.A.S.E. Benito Gavazza, ex comandante del Reggimento, ad una batteria del 3º Gruppo missili "Volturno" della 3ª Brigata missili "Aquileia"

- Mario Benzing
- Silvio Cesare Bonicelli
- Leonardo Caprioli
- Curzio Malaparte
- Carlo Emilio Gadda
- Achille Compagnoni
- Tullio Marchetti
- Luigi Masini
- Giuseppe Novello
- Luigi Tandura
- Giovanni Fincato
- Adriano Auguadri
- Giulio Martinat
- Benito Gavazza
- Giuseppe Lazzati
- Nuto Revelli
- Giuseppe Moles (militare)

## Curiosità
Ogni anno, a fine gennaio, un picchetto in armi del 5º Reggimento Alpini prende parte alle manifestazioni commemorative della battaglia di Nikolaevka che si tengono a Brescia, città legata in modo particolare a questo reparto.
Il 5º Reggimento Alpini ha sfilato alla testa del corteo della 92ª Adunata nazionale degli alpini tenutasi a Milano nel 2019, anno del centenario della fondazione dell'Associazione Nazionale Alpini.
Nel febbraio del 2008 il comune di Colico ha conferito la cittadinanza onoraria al 5º Reggimento Apini nel corso dei festeggiamenti per il rientro in Patria del reparto dall'Afghanistan.